# الدوري الإسباني الدرجة الثالثة 1929–30
الدوري الإسباني الدرجة الثالثة 1929–30 (بالإسبانية: Tercera División de España 1929-30)‏ هو موسم من الدوري الإسباني الدرجة الثالثة. فاز فيه نادي كاستييون.